# 3.ª División de Campaña de la Fuerza Aérea del Comandante de Tropas de Intendencia
La 3ª División de Campaña del Comandante de Tropas de Intendencia de la Luftwaffe (3. Kommandeur der Nachschubtruppen Luftwaffen-Feld-Division) fue una unidad militar de la Luftwaffe durante la Segunda Guerra Mundial.

## Historia
Formada en septiembre de 1942 en Groß-Born del III Comando Administrativo Aéreo con:
- 3ª División de Campo de la 1° Columna Ligera de Transporte de la Luftwaffe
- 3ª División de Campo de la 2° Columna Ligera de Transporte de la Luftwaffe
- 3ª División de Campo de la 3° Columna Ligera de Transporte de la Luftwaffe
- 3ª División de Campo de la Compañía de Oficina de la Luftwaffe
- 3ª División de Campo de la Compañía de Suministros de la Luftwaffe
- 3ª División de Campo de la Columna de Suministro de la Luftwaffe (mot.)
- 3ª División de Campo de la Compañía de Panadería de la Luftwaffe
- 3ª División de Campo de la Compañía de Carnicería de la Luftwaffe
- 3ª División de Campo de la Oficina de Juntas de la Luftwaffe
- 3ª División de Campo de la Compañía Sanitaria de la Luftwaffe
- 3ª División de Campo Sanitaria Ferroviaria de la Luftwaffe (mot.)
- 3ª División de Campo de la Compañía Veterinaria de la Luftwaffe (inicialmente conocida como 3ª División de Campo del Establo de Caballería de la Luftwaffe)

El Heer asumió el control total el 1 de noviembre de 1943.

## Servicios
- Bajo la 3ª División de Campaña de la Luftwaffe.